# Giovanni Giacomo Barba
Giovanni Giacomo Barba (Napoli, 1499 – Otricoli, 1º ottobre 1565) è stato un vescovo cattolico italiano.

## Biografia
Nacque a Napoli, capitale dell'omonimo regno e sede metropolitana, nel 1499 circa. Altre fonti ne spostano la nascita ad Angri e dopo il 1500.
Il 26 maggio 1546 papa Paolo III lo nominò vescovo di Teramo. Ricevette la consacrazione episcopale il 6 giugno seguente dalle mani del vescovo Girolamo Maccabei, vescovo di Castro, co-consacranti i vescovi Cristoforo Spiriti, vescovo di Cesena, e Luigi Magnasco di Santa Fiora, vescovo di Assisi.
Il 3 luglio 1553 papa Giulio III lo trasferì alla sede di Terni.
Morì il 1º ottobre 1565.

## Genealogia episcopale e successione apostolica
La genealogia episcopale è:
- Cardinale Girolamo Grimaldi
- Arcivescovo Martinho de Portugal
- Arcivescovo Alfonso Oliva, O.E.S.A.
- Vescovo Girolamo Maccabei
- Vescovo Giovanni Giacomo Barba, O.E.S.A.

La successione apostolica è:
- Vescovo Paolo de Cupis (1546)
- Vescovo Filippo Roccabella (1546)
- Vescovo Pietro Affatato (1547)
- Vescovo Isidoro Chiari, O.S.B. (1547)
- Arcivescovo Bartolomeo Albani (1547)
- Vescovo Filippo Angelo Seragli, O.S.B. (1547)
- Vescovo Nicholas Vernely (1547)
- Cardinale Michele della Torre (1547)
- Cardinale Bernardino Maffei (1547)
- Vescovo Rodrigo Vázquez (1551)
- Vescovo Antonio Bsrnardi (1552)
- Vescovo Giovanni Andrea Candido, O.S.Io.Hieros. (1552)
- Arcivescovo James Beaton (1552)
- Vescovo Giulio Giovio (1553)
- Cardinale Giulio Canani (1554)
- Vescovo Pietro Contarini (1557)
- Arcivescovo Antonio Agustín (1557)
- Cardinale Gianantonio Capizucchi (1557)
- Vescovo Angelo Massarelli (1557)
- Vescovo Giovanni Antonio della Tolfa (1557)
- Vescovo Odoardo Gualandi (1557)
- Vescovo Maurice Hega (1559)
- Vescovo Costantino Bonelli (1560)
- Vescovo Giulio Soperchio, O. Carm. (1560)
- Vescovo Teobaldo Bianchi (1560)
- Vescovo Jurja Živković, O.F.M. (1560)
- Vescovo Ioannis Carizia (1560)
- Vescovo Pompeo Piccolomini d'Aragona (1560)
- Cardinale Anton Maria Salviati (1561)